# Forever Your Girl (單曲)
《永遠是你的女孩》（英語：Forever Your Girl）是美國女歌手寶拉·阿巴杜在1989年2月發行和專輯同名的單曲，它曾獲得美國單曲榜2週冠軍。

## 歌曲

### 單曲簡介
〈永遠是你的女孩〉是寶拉·阿巴杜首張專輯《永遠是你的女孩》（英語：Forever Your Girl）第四首推出的單曲，前面三首單曲分別為〈Knocked Out〉（第41名）、〈(It's Just) the Way That You Love Me〉（第88名，1989年二度發行為第3名）和〈Straight Up〉（第1名）等三首。
和專輯同名單曲〈永遠是你的女孩〉是首節奏輕快旋律優美的流行舞曲，跟專輯中其它單曲相比，這首歌曲非常容易讓人一聽就留下印象，雖然寶拉·阿巴杜不是實力派唱將，但她扁薄的嗓音演唱這類泡泡糖舞曲，還是相當的有個人特色。

### 音樂影片
寶拉·阿巴杜《永遠是你的女孩》這張專輯當中有三首歌的音樂影片出自導演大衛·芬奇創意之手，包括〈Straight Up〉、〈永遠是你的女孩〉以及〈Cold Hearted〉，大衛·芬奇向來愛用黑白畫面的拍攝手法來呈現歌手的音樂影片。〈永遠是你的女孩〉整首歌曲中幾乎只有出現幾個彩色畫面，其它大半部分是採幕後側拍仿紀錄片的方式完成，影片片尾寶拉·阿巴杜仍不免俗的要再來秀一段她的專長才藝。因此整首〈永遠是你的女孩〉的影片看完，多數人只記得寶拉·阿巴杜的舞蹈。

### 商業成績
1989年3月11日〈永遠是你的女孩〉進榜首週成績第68名，1989年5月20日終於晉升到單曲榜第一名，除了蟬連兩週冠軍外，它在榜單內一共停留了22週的時間。〈永遠是你的女孩〉成為寶拉·阿巴杜第二首美國冠軍單曲，不過這首歌曲在英國單曲榜並未進入前十名，最高成績僅獲得第24名。
寶拉·阿巴杜在1989年告示牌年終單曲榜一共有三首單曲進榜，她在前十名就佔了兩席，分別是〈Straight Up〉第4名、〈Cold Hearted〉第6名以及〈永遠是你的女孩〉第30名。